# Tipula (Eumicrotipula) subcana
Tipula (Eumicrotipula) subcana is een tweevleugelige uit de familie langpootmuggen (Tipulidae). De soort komt voor in het Neotropisch gebied.